# Archidiocèse orthodoxe antiochien de Buenos Aires et de toute l'Argentine

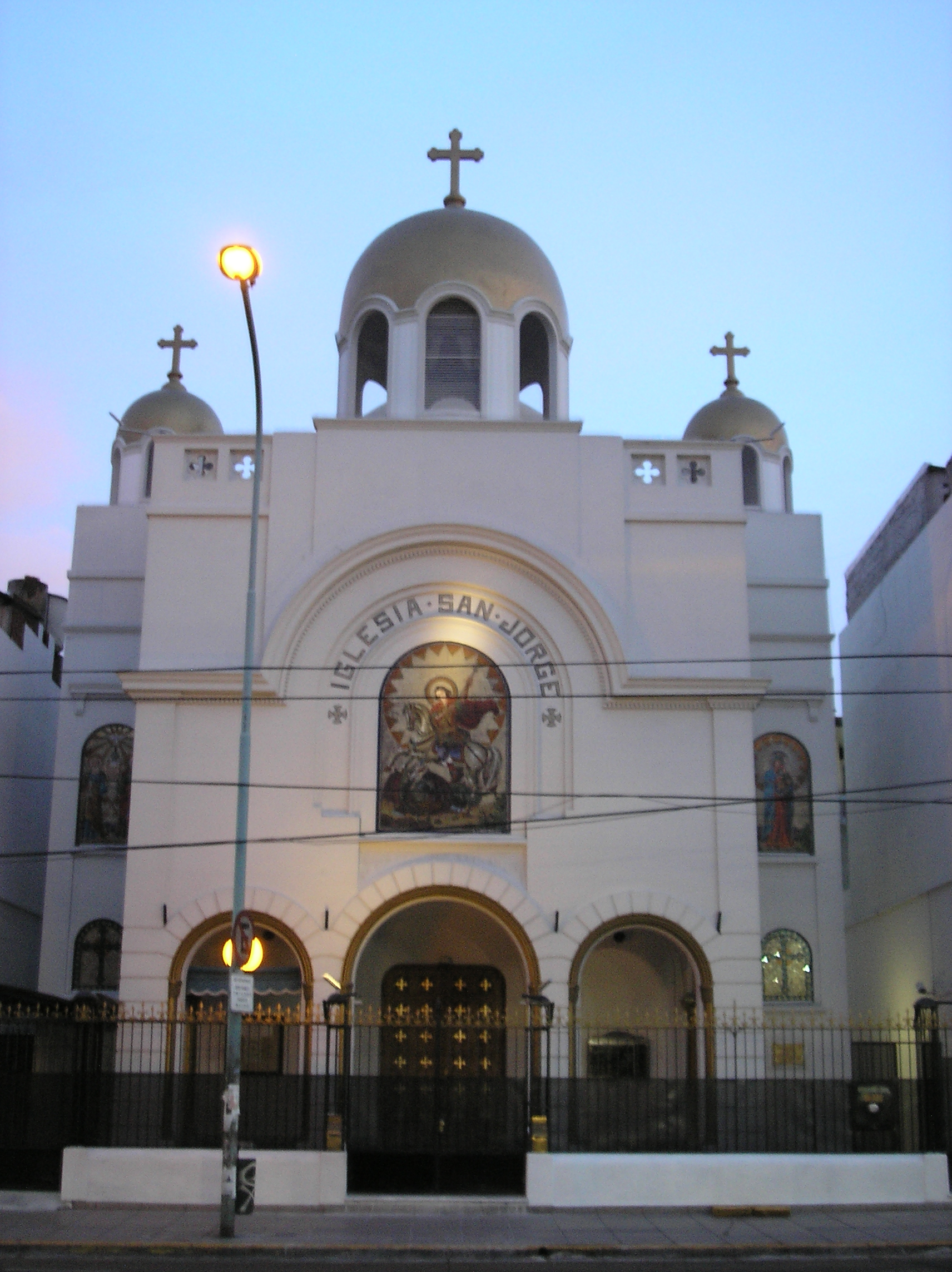
La cathédrale orthodoxe Saint-Georges de Buenos Aires.

L'archidiocèse orthodoxe antiochien de Buenos Aires et de toute l'Argentine est une circonscription de l'Église orthodoxe d'Antioche. Il a son siège à Buenos Aires.

## Métropolites
- Silouane Moussi (jusqu'en 2017)
- Jacques El Khoury (depuis 2017)